# Auguri
Albums de Dominique A
Remué
(1999) Le Détour
(2002)
Auguri est le cinquième album studio de Dominique A paru le 15 octobre 2001 sur le label Labels.

## Historique
Cet album suit Remué sorti deux ans auparavant. La production de l’album a été confiée à John Parish, connu notamment pour ses collaborations avec PJ Harvey, Sparklehorse et Goldfrapp, et que Dominique A rencontre à Nantes lors d'un concert des Giant Sand et de Jonathan Richman. Il est enregistré du 29 avril 2001 au 16 mai 2001 à Monnow Valley au Pays de Galles.
Le titre Je t’ai toujours aimé, reprise de Polyphonic Size, sera d’ailleurs le premier single depuis Le Twenty-Two Bar à connaître une carrière sur les ondes FM. Une reprise du titre Les Enfants du Pirée, chanté en son temps par Melina Mercouri dans le film Jamais le dimanche de Jules Dassin, figure également sur ce disque. L'album sera vendu à près de 50 000 exemplaires.
Le titre Antonia est inspiré du livre Mon Ántonia de Willa Cather. 
En janvier 2012, l'album est réédité en double avec des titres rares et inédits sélectionnés par l’artiste.

## Liste des titres
Toutes les paroles sont écrites par Dominique A, toute la musique est composée par Dominique A et Sacha Toorop, sauf mention contraire.
| 1.  | Antonia                                              | D. Ané                                        |  |
| 2.  | Pour la peau                                         |                                               |  |
| 3.  | Ses yeux brûlent                                     |                                               |  |
| 4.  | En secret                                            |                                               |  |
| 5.  | Évacuez                                              |                                               |  |
| 6.  | Je t’ai toujours aimée (Reprise des Polyphonic Size) | D. Buxin / R. Vandevoorde - JJ. Burnel        |  |
| 7.  | Burano                                               | D. Ané                                        |  |
| 8.  | Les chanteurs sont mes amis                          |                                               |  |
| 9.  | Où conduit l’escalier                                |                                               |  |
| 10. | Le Commerce de l’eau                                 |                                               |  |
| 11. | Nous reviendrons                                     |                                               |  |
| 12. | Les Hommes entre eux                                 | D. Ané / D. Ané - S. Toorop - Olivier Mellano |  |
| 13. | Les Enfants du Pirée (Reprise de Dalida)             | J. Larue / M. Hadjidakis                      |  |
| 14. | Les Terres brunes                                    | D. Ané                                        |  |

| 1. | Hôtel Bratthold                       |                     |  |
| 2. | J'ai tué l'amour (Reprise de Barbara) | M. Ses - H. Rawson. |  |
| 3. | Tourisme                              |                     |  |
| 4. | Oublie                                |                     |  |

| 1.  | Hôtel Bratthold                   |  |
| 2.  | J'ai tué l'amour                  |  |
| 3.  | Tourisme                          |  |
| 4.  | Oublie                            |  |
| 5.  | Les Enfants du Pirée (remix)      |  |
| 6.  | Ouest ternes                      |  |
| 7.  | Le Poids du monde                 |  |
| 8.  | Fill to Bridge                    |  |
| 9.  | Des dictionnaires et des cuisines |  |
| 10. | Half a Monster From'99            |  |
| 11. | Our Love Is Fully Booked          |  |
| 12. | La Renverse                       |  |
| 13. | Décrocher les trains              |  |

### Single:Les Enfants du Pirée(2002)
| No | Titre                                                          | Auteur                                 | Durée |
| -- | -------------------------------------------------------------- | -------------------------------------- | ----- |
| 1. | Les Enfants du Pirée (remix de Romain Humeau du groupe Eiffel) | J. Larue / M. Hadjidakis               |       |
| 2. | L'Ennemi                                                       | D. Ané                                 |       |
| 3. | Vouloir                                                        | D. Ané                                 |       |
| 4. | Empty White Blues (live)                                       | D. Ané                                 |       |
| 5. | En secret                                                      |                                        |       |
| 6. | Je t'ai toujours aimée (vidéo)                                 | D. Buxin / R. Vandevoorde - JJ. Burnel |       |

## Réception critique et du public
L'album atteint lors de sa sortie la 26e place du top 200 en France où il reste classé durant 5 semaines consécutives.